# Wolfgang Reinhardt
Pour les articles homonymes, voir Wolfgang Reinhardt (homonymie) et Reinhardt.
Ne doit pas être confondu avec Wolfgang Reinhart.
Wolfgang Reinhardt (Göppingen, 6 mai 1943 – Berlin, 11 juin 2011) est un athlète ouest-allemand spécialiste du saut à la perche. Il obtient la médaille d’argent aux Jeux olympiques de Tokyo en 1964, avec un saut de 5,05 m. Son record personnel se situe à 5,25 m, hauteur franchie en 1974.

## Carrière

### Palmarès
| Date | Compétition           | Lieu  | Résultat | Performance |
| ---- | --------------------- | ----- | -------- | ----------- |
| 1964 | Jeux olympiques d'été | Tokyo | 2e       | 5,05 m      |

### Records
| Épreuve          | Performance | Lieu | Date |
| ---------------- | ----------- | ---- | ---- |
| Saut à la perche | 5,25 m      |      | 1974 |